# Czułość klimatu
Czułość klimatu – miara odpowiedzi systemu klimatycznego na wymuszanie radiacyjne.
Najczęściej czułość klimatu jest zdefiniowana jako przewidywana zmiana średniej temperatury na powierzchni Ziemi przy dwukrotnej zmianie koncentracji dwutlenku węgla. Jednak można zastanawiać się nad zmianami innych parametrów, jak i nad wymuszeniem przez inne czynniki niż zmiany koncentracji dwutlenku węgla.
Projekty porównywania globalnych modeli klimatu używają czułości klimatu jako jednej z podstawowych miar charakteryzujących system klimatyczny. W szczególności, wiele publikacji Piątego raportu IPCC oraz związanego z nim projektu porównywania modeli klimatu oceanu i atmosfery poświęcone są oszacowaniu wartości tego parametru.
Według opublikowanej w 2020 roku zbiorczej analizy opierającej się o różne niezależne rodzaje danych (pomiarów instrumentalnych, rekonstrukcji paleoklimatycznych, analiz sprzężeń klimatycznych, symulacji modeli różnych złożoności, oraz przewidywań teoretycznych) efektywna czułość klimatu zawiera się z 66% prawdopodobieństwem w przedziale między 2,6 a 3,9 K, co odpowiada przedziałowi 2,6-4,1 K równowagowej czułości klimatu.

## Definicje czułości klimatu
Tradycyjnie, czułość klimatu definiowana jest jako zmiana średniej temperatury planety w odpowiedzi na podwojenie koncentracji dwutlenku węgla w atmosferze, co odpowiada zastosowaniu efektywnego wymuszenia radiacyjnego o wartości około 4 W/m². Można też definiować czułość klimatu na jednostkę wymuszenia radiacyjnego, albo jego odwrotność, współczynnik sprzężenia klimatycznego {\displaystyle \lambda =-1/S,} które oznacza zmianę strumiena promieniowania emitowanego w przestrzeń kosmiczną na jednostkę globalnego ocieplenia. Jeśli {\displaystyle \lambda } jest ujemna, system klimatyczny jest stabilny, a mniejsze (bardziej ujemne) wartości odpowiadają mniejszej czułości (większej stabilności) systemu klimatycznego.
Zależność między czułością klimatu, wymuszeniem związanym z podwojeniem CO2, a współczynnikiem sprzężenia jest zatem następująca
{\displaystyle S=-{\frac {F_{2\times \mathrm {CO} _{2}}}{\lambda }}.}

### Efektywna czułość klimatu

Zmiana strumienia promieniowania netto u szczytu atmosfery jako funkcja zmiany temperatury globalnej po czterokrotnym zwiększeniu koncentracji CO₂ w modelu UKESM1. Krzywa regresji pokazuje zdiagnozowane wartości efektywnego wymuszenia radiacyjnego (punkt przecięcia z osią Y), oraz efektywnej czułości klimatu (punkt przecięcia z osią X). Aby otrzymać wartości odpowiadające podwojeniu CO₂, należy wyniki podzielić przez 2. Upływ czasu w symulacji oznaczono kolorem, dla ułatwienia wstawki przestawiają też oba parametry (strumień promieniowania i temperaturę) jako funkcję czasu.

W sytuacji, gdy klimat nie osiągnął jeszcze stanu równowagi radiacyjnej, możliwe jest oszacowanie jego czułości w oparciu o znane wartości wymuszenia radiacyjnego, dotychczasową zmianę temperatury oraz planetarny bilans cieplny, zdominowany przez zmiany zawartości ciepła we wszechoceanie.
{\displaystyle N=F+\lambda \Delta T,}
gdzie {\displaystyle N} oznacza wypadkowy strumień promieniowania atmosferycznego na szczycie atmosfery, zdefiniowany jako (zaabsorbowane promieniowanie słoneczne – wyemitowane promieniowanie podczerwone). W sytuacji początkowej, kiedy Ziemia jest w równowadze radiacyjnej, {\displaystyle N=0.} W pewnym momencie czasu {\displaystyle (t=0)} zaburzamy atmosferę poprzez (powiedzmy) dwukrotne zwiększenie koncentracji dwutlenku węgla, działając na klimat wymuszeniem radiacyjnym {\displaystyle F,} zanim nastąpi jakakolwiek zmiana temperatury
{\displaystyle N=F.}
Nierównowaga radiacyjna powoduje akumulację energii w systemie klimatycznym i jego ocieplenie, które poprzez wzrost emisji promieniowania (wynikający z prawa Stefana-Boltzmanna) powoduje zmniejszenie {\displaystyle \Delta N.} Ponieważ ze wzrostem temperatury powierzchni planety powiązane są różnorodne procesy takie jak zwiększenie temperatury atmosfery, zwiększenie ilości pary wodnej w atmosferze, zmiana pokrywy chmur i zmiana temperatury oceanu, zmiana strumienia promieniowania u szczytu atmosfery jest modyfikowana przez sprzężenia zwrotne, wyrażone zbiorczo przez współczynnik sprzężenia {\displaystyle \lambda .} Po odzyskaniu równowagi radiacyjnej {\displaystyle (N=0)} wzór redukuje się do
{\displaystyle 0=F+\lambda \Delta T,}
w którym {\displaystyle \Delta T} odpowiada wartości czułości klimatu na podwojenie zawartości dwutlenku węgla, jeśli {\displaystyle F=F_{2\times \mathrm {CO} _{2}}.}
Powyższe wzory zakładają, że współczynnik sprzężenia {\displaystyle \lambda } nie zmienia się w czasie, dlatego czułość oszacowaną na ich podstawie nazywa się „efektywną”, aby odróżnić ją od prawdziwej czułości równowagowej. Wymagają też znajomości wartości efektywnego wymuszenia radiacyjnego, którego szacunki znane jest tylko w przybliżeniu w odniesieniu do prawdziwego klimatu, i którego obliczenie jest dość trudne nawet w odniesieniu do symulacji modeli klimatu. Dlatego, w przypadku modeli, używa się tzw. „metody Gregory’ego”, która polega na regresji liniowej strumienia netto promieniowania u szczytu atmosfery {\displaystyle N} względem zmiany temperatury globalnej {\displaystyle \Delta T}. Metoda ta pozwala na jednoczesne określenie wartości wymuszenia {\displaystyle F} (wartość {\displaystyle N} dla {\displaystyle (t=0),} gdy {\displaystyle \Delta T=0}), ocieplenia {\displaystyle \Delta T} odpowiadającego temu wymuszeniu (punkt przecięcia krzywej regresji z linią {\displaystyle N=0}), oraz wartość {\displaystyle \lambda } (nachylenie krzywej regresji). Standardowo, przy diagnozowaniu efektywnej czułości modeli klimatu, używa się symulacji o długości 150 lat od momentu czterokrotnego zwiększenia koncentracji CO2 w atmosferze.

## Wpływ chmur
Z wyników globalnych modeli klimatu można ocenić także rodzaj zachmurzenia i pokrywę chmur na Ziemi. Dzięki temu można oszacować efekty wpływu chmur na zmianę wypadkowego promieniowania słonecznego i podczerwonego na szczycie atmosfery, a następnie temu można wyznaczyć zależność czasową odchylenia tej wielkości od początkowego stanu bez zaburzenia.
{\displaystyle N_{C}(t)=F_{C}+\lambda _{C}\Delta T_{s}(t),}
gdzie wielkość {\displaystyle F_{C}} nie zależy w żaden sposób od zmian temperatury przy powierzchni Ziemi i opisuje wpływ wymuszenie radiacyjne na chmury (bez zmiany temperatury na powierzchni Ziemi), natomiast współczynnik {\displaystyle \lambda _{C}} opisuje czułość systemu uwzględniającą efekt zmian temperatury Ziemi na chmury. W praktyce wymuszanie radiacyjne przez chmury jest zdefiniowane przez {\displaystyle N_{C}(t=0)}.